# Axati
Axati (em árabe: شعبية وادي الشاطئ; romaniz.: Wadi Al Shatii) é um distrito da Líbia. Foi criado em 1983 e pelo censo de 1987, havia 46 749 residentes. Foi abolido nas reformas seguintes, mas foi recriado em 2001. Segundo censo de 2012, a população era de 82 505 pessoas, das quais 79 801 eram líbios e 2 704 não-líbios. O tamanho médio das famílias líbias era 5.55, enquanto o tamanho médio das não-líbios era de 5.02. Há no total 15 476 famílias no distrito, com 14 853 sendo líbias e 623 não-líbias. Em 2012, aproximados 322 indivíduos morreram no distrito, dos quais 232 eram homens e 90 eram mulheres.